# Who Do You Love?
| Оценки критиков | Оценки критиков |
| Источник        | Оценка          |
| --------------- | --------------- |
| AllMusic        | Без оценки      |

«Who Do You Love» — песня американского певца и музыканта Бо Диддли.
Её текст считают одним из лучших в творчестве исполнителя.
В 2010 году оригинальный сингл Бо Диддли с этой песней (вышедший в 1956 году на лейбле Checker Records) был принят в Зал славы премии «Грэмми».
Кроме того, в 2004 году журнал Rolling Stone поместил песню «Who Do You Love?» в исполнении Бо Диддли на 132 место своего списка «500 величайших песен всех времён». В списке 2011 года песня находится на 133 месте.